# Nahirna
Nahirna (ukrainisch Нагірна; russisch Нагорная Nagornaja) ist ein Dorf im Westen der ukrainischen Oblast Tscherkassy mit etwa 600 Einwohnern.

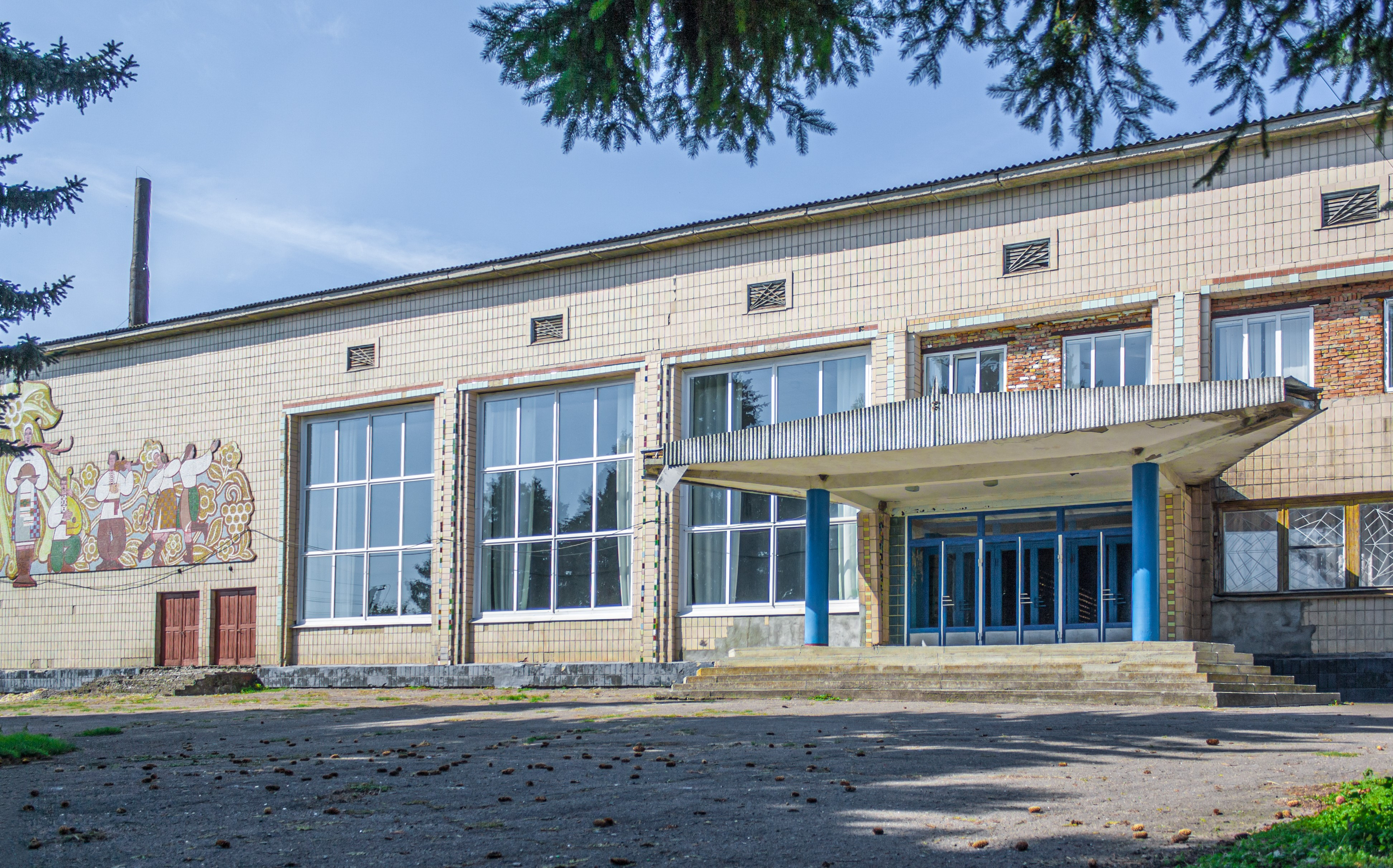
Kulturhaus im Ort

Das Dorf wurde im 18. Jahrhundert gegründet und liegt nördlich des Flusses Burty (Бурти), 52 Kilometer nördlich der Rajonshauptstadt Uman und 129 Kilometer westlich der Oblasthauptstadt Tscherkassy, die ehemalige Rajonshauptstadt Schaschkiw befindet sich 14 Kilometer westlich des Ortes. Bis 1917 trug der Ort den ukrainischen Namen Hlynka (Глинка).
Am 4. Februar 2019 wurde das Dorf zum Zentrum der neugegründeten Landgemeinde Baschtetschky, bis dahin bildete es zusammen mit dem Dorf Pobijna (Побійна) und der Ansiedlung Kostjantyniwka (Костянтинівка) die gleichnamige Landratsgemeinde Nahirna (Нагірнянська сільська рада/Nahirnjanska silska rada) im Nordosten des Rajons Schaschkiw.
Am 17. Juli 2020 kam es im Zuge einer großen Rajonsreform zum Anschluss des Rajonsgebietes an den Rajon Uman.